# Charles Randolph

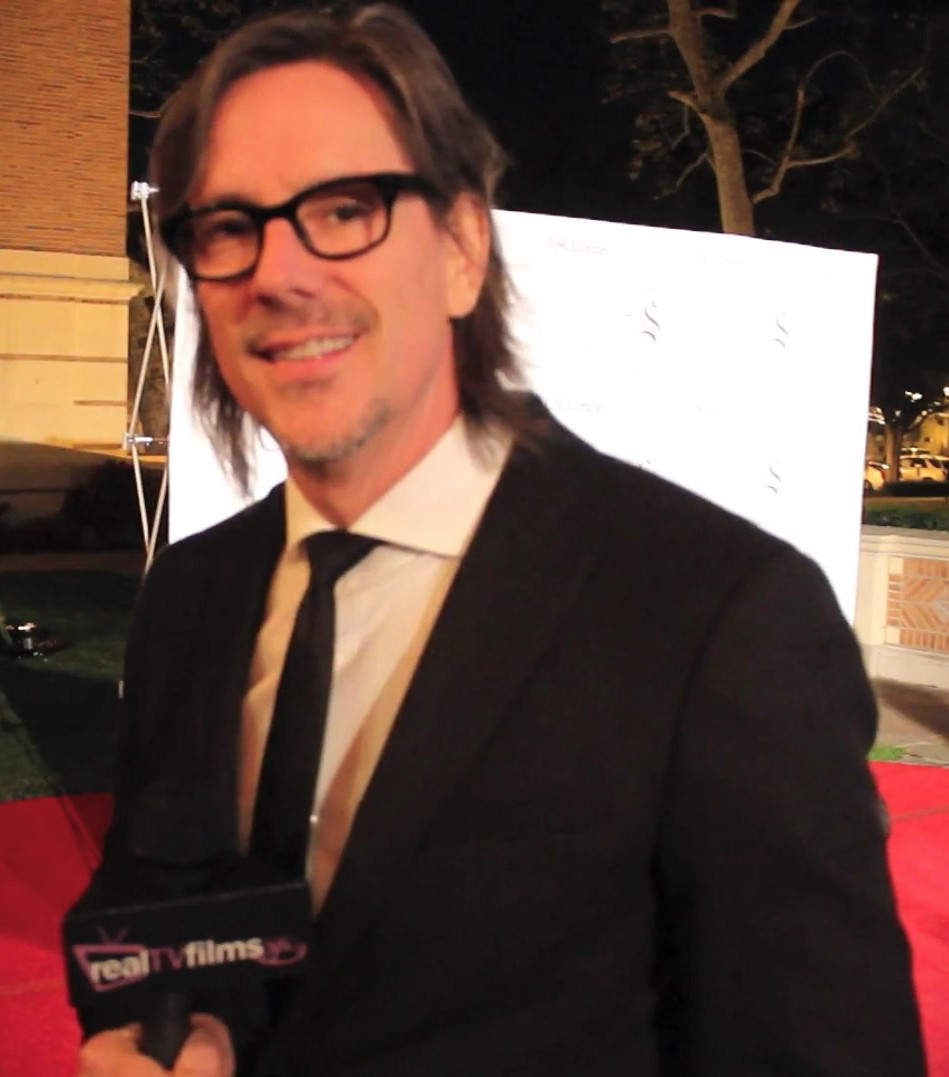
Charles Randolph

Charles Randolph (* 1982 in Nashville, Tennessee) ist ein US-amerikanischer Drehbuchautor und Produzent, der durch Kinofilme wie Das Leben des David Gale, Die Dolmetscherin, Love and other Drugs – Nebenwirkung inklusive oder The Big Short international bekannt wurde.

## Leben und Karriere
Charles Randolph hatte seinen Durchbruch als Drehbuchautor 2003 mit seiner Arbeit für Alan Parkers Kriminaldrama Das Leben des David Gale mit Kevin Spacey, Kate Winslet und Laura Linney in den Hauptrollen. Danach arbeitete er für Regisseur Sydney Pollack zusammen mit mehreren Autorenkollegen am Drehbuch zu dessen Film Die Dolmetscherin in der Besetzung Nicole Kidman, Sean Penn und Catherine Keener. 2010 engagierte er sich dann neben seiner Tätigkeit als Drehbuchautor für Edward Zwicks Filmdrama Love and other Drugs – Nebenwirkung inklusive auch als Produzent. Für Adam McKays Film The Big Short mit Christian Bale in der Hauptrolle erhielt er bei der Verleihung 2016 zusammen mit McKay einen Oscar in der Kategorie Bestes adaptiertes Drehbuch.
Neben seiner Tätigkeit als Drehbuchautor hat sich Charles Randolph mehrfach als Film- und Fernsehproduzent in der Vergangenheit engagiert, unter anderem im Jahr 2009 bei der Filmproduktion Tenderness – Auf der Spur des Killers mit Russell Crowe von Regisseur John Polson.
Zusammen mit der israelischen Schauspielerin Mili Avital, die er 2004 geheiratet hatte, ist er der Vater eines Sohnes.

## Auszeichnungen
- 2016: Oscar in der Kategorie Bestes adaptiertes Drehbuch bei der Verleihung 2016 für The Big Short zusammen mit Adam McKay

## Filmografie

### Als Drehbuchautor
- 2003: Das Leben des David Gale (The Life of David Gale)
- 2005: Die Dolmetscherin (The Interpreter)
- 2010: Love and other Drugs – Nebenwirkung inklusive (Love and Other Drugs)
- 2010: The Wonderful Maladys (Fernsehfilm)
- 2013: The Missionary (Fernsehfilm)
- 2015: The Big Short
- 2019: Bombshell – Das Ende des Schweigens (Bombshell)

### Als Produzent
- 2009: Tenderness – Auf der Spur des Killers (Tenderness)
- 2010: Love and other Drugs – Nebenwirkung inklusive (Love and Other Drugs)
- 2010: The Wonderful Maladys (Fernsehfilm)
- 2013: The Missionary (Fernsehfilm)